# Minor Earth Major Sky
| 전문가 평가                       | 전문가 평가 |
| 평가 점수                         | 평가 점수   |
| 출처                              | 점수        |
| --------------------------------- | ----------- |
| AllMusic                          | 3/별        |
| The Encyclopedia of Popular Music | [ 1 ]       |
| Musicfolio                        | 3.5/별      |

《Minor Earth Major Sky》는 노르웨이의 밴드 아하의 여섯 번째 스튜디오 음반으로, 2000년 4월 14일에 워너 뮤직 그룹이 발매했다.
이 음반은 CD와 카세트로 발매되었지만 바이닐로는 발매되지 않았다. 《Minor Earth Major Sky》는 LP로 발매되지 않은 첫 번째 아하 음반이다.

## 배경 및 발매
아하의 다섯 번째 스튜디오 음반인 《Memorial Beach》 (1993년)가 발매된 후, 밴드는 활동을 중단하기로 결정했다. 1998년, 이 밴드는 노벨 평화상 콘서트에 초대되었다. 폴 왁타는 특히 이 공연을 위해 〈Summer Moved On〉을 썼다. 그들은 또한 〈The Sun Always Shines on T.V.〉를 공연했다. 이 공연은 아하의 음악계 컴백이었고 밴드는 스튜디오로 돌아가기로 결정했다.
음반의 거의 전체는 프로듀서 니븐 갈랜드가 밴드의 독일 시장에 더 라디오 친화적으로 만들자는 음반 회사의 주장에 따라 리믹스되었다.
〈Summer Moved On〉, 〈Minor Earth Major Sky〉, 〈Velvet〉은 싱글로 상업적으로 발매되었다. 〈I Wish I Cared〉는 인터넷 다운로드 싱글로, 인터넷 전용 뮤직 비디오가 곁들여졌다.
〈Velvet〉의 백 보컬은 노르웨이 밴드 D-사운드의 시모네 라르센이 맡았다.

## 곡 목록
| #   | 제목                                  | 작사·작곡                  | 재생 시간 |
| --- | ------------------------------------- | -------------------------- | --------- |
| 1.  | 〈Minor Earth Major Sky〉             | 폴 보크토르, 망네 푸루홀멘 | 5:25      |
| 2.  | 〈Little Black Heart〉                | 푸루홀멘, 보크토르         | 4:35      |
| 3.  | 〈Velvet〉                            | 보크토르, 로렌 사보이      | 4:21      |
| 4.  | 〈Summer Moved On〉                   | 보크토르                   | 4:38      |
| 5.  | 〈The Sun Never Shone That Day〉      | 보크토르, 사보이           | 4:40      |
| 6.  | 〈To Let You Win〉                    | 모르텐 하켓, 호바르 렘     | 4:24      |
| 7.  | 〈The Company Man〉                   | 푸루홀멘, 보크토르         | 3:15      |
| 8.  | 〈Thought That It Was You〉           | 하켓, 올레 스베레 올센     | 3:50      |
| 9.  | 〈I Wish I Cared〉                    | 푸루홀멘                   | 4:23      |
| 10. | 〈Barely Hanging On〉                 | 보크토르                   | 3:56      |
| 11. | 〈You'll Never Get Over Me〉          | 보크토르                   | 5:40      |
| 12. | 〈I Won't Forget Her〉                | 보크토르                   | 4:44      |
| 13. | 〈Mary Ellen Makes the Moment Count〉 | 보크토르                   | 4:51      |

## 인증
| 국가                       | 인증     | 판매량/출하량 |
| -------------------------- | -------- | ------------- |
| 독일 (BVMI)                | 플래티넘 | 300,000^      |
| 스페인 (PROMUSICAE)        | 골드     | 50,000^       |
| 스위스 (IFPI 스위스)       | 골드     | 25,000^       |
| ^출하량을 기반으로 한 인증 |          |               |